# Klašnice (miasto Vranje)
Klašnjice (cyr. Клашњице) – wieś w Serbii, w okręgu pczyńskim, w mieście Vranje. W 2011 roku liczyła 23 mieszkańców.